# Togdheer
Togdheer er en officiel territorial enhed i det centrale Somaliland, hvor hovedbyen er Burco. Togdheer grænser op til Etiopien og de somaliske territoriale enheder Sanaag, Sool og Woqooyi Galbeed.
8°36′48″N 46°15′8″Ø / 8.61333°N 46.25222°Ø